# Maxílula

Esquema de un malacostráceo. En el céfalon, se muestran (en color rosa) las mandíbulas, las maxílulas y las maxilas.

Se llama maxílula a cada uno de los miembros del primer par de maxilas de los crustáceos.

## Descripción
Son cada uno de los dos cuartos apéndices cefálicos de los crustáceos, situados en el somito maxilar, birrámeos, provistos en la cara interna de varias láminas masticadoras y con forma de hojas flexibles.

## Etimología
El término maxílula es una adaptación  del latín científico maxilla, con la adición del sufijo diminutivo -ula. Literalmente: 'maxila pequeña'.

### Otros artículos
- Piezas bucales
- Mandíbula (artrópodos)
- Maxila